# Base aérienne de Lebedyn
La base aérienne de Lebedyn  est une ancienne base soviétique située au sud est de la ville, en Ukraine.